# Stadt Benneckenstein (Harz)

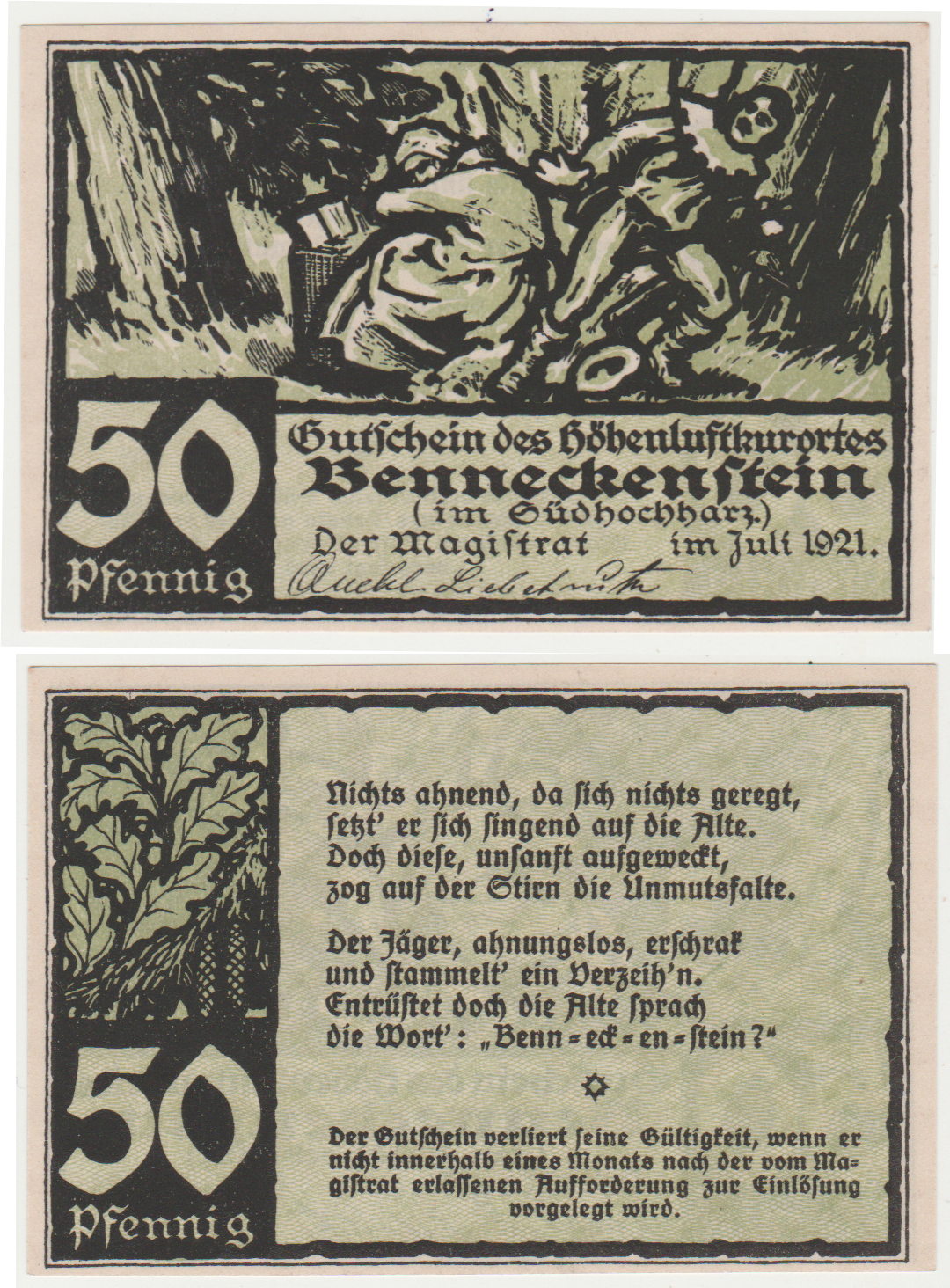
Die Namensgebung auf einem Notgeldschein von 1921.

Stadt Benneckenstein (Harz) [bɛˈnɛˌkɛnːʃtaɪ̯n] ist ein Ortsteil der Stadt Oberharz am Brocken im Landkreis Harz in Sachsen-Anhalt.

## Geographische Lage

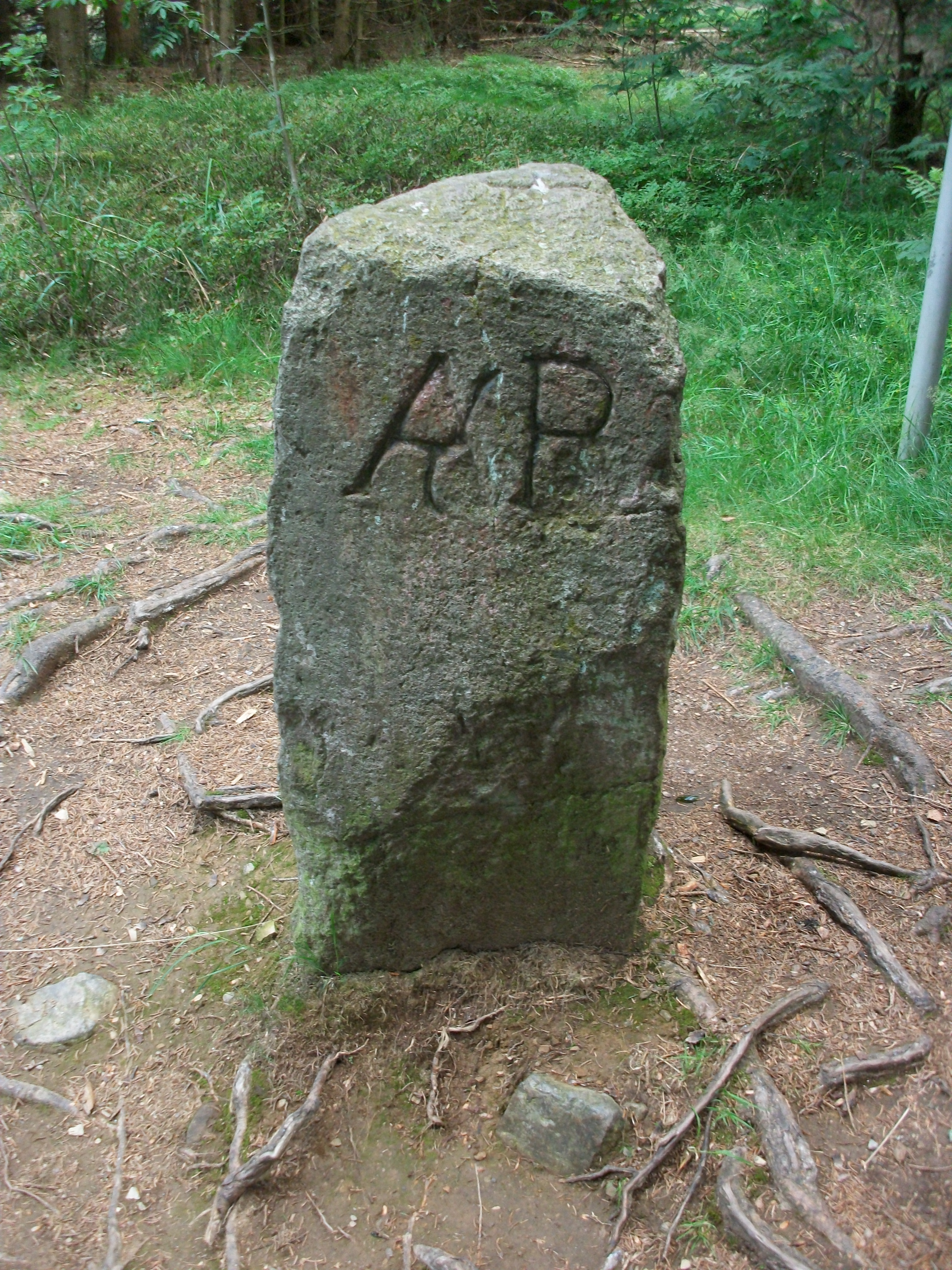
Drei-Länder-Stein, sachsen-anhaltische Seite (Benneckenstein)

Benneckenstein liegt im Unterharz im Naturpark Harz/Sachsen-Anhalt. Es befindet sich zwischen den Dörfern Tanne im Norden, Trautenstein im Ostnordosten und Stiege im Osten (alle in Sachsen-Anhalt), Rothesütte im Süden (in Thüringen), Hohegeiß im Westen (in Niedersachsen) und Sorge im Nordnordwesten (in Sachsen-Anhalt). Der auf etwa 500 bis 542 m ü. NN gelegene Ort liegt am Oberlauf der Rappbode. Entlang der ehemaligen innerdeutschen Grenze verläuft im Westen die Grenze zu Niedersachsen und im Süden jene zu Thüringen; etwa 3,3 km südwestlich des Ortes liegt das Dreiländereck Niedersachsen–Sachsen-Anhalt–Thüringen, wo der Drei-Länder-Stein steht.
Dialektgrenze
Benneckenstein liegt unmittelbar südlich der Benrather Linie und somit am Übergang von den hochdeutschen – genauer: den ostmitteldeutschen Dialekten zur niederdeutschen Sprache.

## Geschichte

### Allgemeines
Die schriftliche Nennung des Flurnamens „Beneken brugge“ aus dem Jahre 1253 gilt als die erste urkundliche Erwähnung Benneckensteins. Die ersten Bewohner ließen sich vermutlich zwischen der heutigen Kirche und der Rappbode rund um den Wildenberg nieder. Sie stammten wahrscheinlich aus der Region Holstein. Die Burg Benneckenstein, welche sich auf dem weiter nordwestlich gelegenen Höhenzug zwischen dem Wildenbach und der Rappbode befand, wurde im Jahre 1344 vom Grafen Heinrich IV. von Hohnstein errichtet. Sie diente den Grafen von Hohnstein vorwiegend als Schutzburg und Verwaltungssitz des Amts Benneckenstein, welches mehreren Teilungen unterlag. Bereits 1403 überließ Graf Dietrich von Hohnstein seine Hälfte an Benneckenstein den Landgrafen von Thüringen. Im Jahre 1627 zerstörte die Armee Tillys im Dreißigjährigen Krieg die Festungsanlage vollständig.
Nachdem Brandenburg-Preußen im Jahr 1741 den letzten Anteil des Orts erhalten hatte, verlieh König Friedrich II. von Preußen am 14. Februar 1741 dem Dorf Benneckenstein die Rechte einer preußischen Stadt. Damit ging eine 368 Jahre währende Teilung des Ortes zu Ende (siehe hierzu Amt Benneckenstein). Am 1749/1750 aufgestellten Drei-Länder-Stein am Großen Ehrenberg ist auf der Benneckensteiner Seite diese Änderung von „AB“ (Amt Benneckenstein) zu „KP“ (Königreich Preußen) bis heute zu erkennen. Zur Zeit der französischen Besetzung des Harzes (1807 bis 1813) gehörte Benneckenstein zum Königreich Westphalen. Die Stadt war Hauptort des Kantons Benneckenstein im Distrikt Nordhausen des Harzdepartements. Ab 1816 gehörten Benneckenstein und Sorge aufgrund ihrer territorialen Zugehörigkeit vor 1807 nicht zum Hannoverschen Anteil der Grafschaft Hohnstein, sondern als Exklave zum preußischen Landkreis Grafschaft Hohenstein im Regierungsbezirk Erfurt der Provinz Sachsen (s. z. B. Karte der Grafschaft Hohenstein, um 1910).
Zwischen 1945 und 1952 gehörte Benneckenstein zum Landkreis Nordhausen im Land Thüringen. Danach gehörte es zum Kreis Wernigerode, dem südlichsten Kreis im Bezirk Magdeburg. Im Jahr 1972 feierte der Ort sein 650-jähriges Bestehen. Seit 1990 gehört die Stadt Benneckenstein zum Bundesland Sachsen-Anhalt. Als Teil des Landkreises Wernigerode kam der Ort am 1. Juli 2007 zum neu gebildeten Landkreis Harz.
Am 1. Januar 2010 schloss sich die Stadt Benneckenstein (Harz) mit den Gemeinden Elend, Sorge, Stiege und Tanne sowie den Städten Hasselfelde und Elbingerode (Harz) zur Stadt Oberharz am Brocken zusammen. Am 1. Juli 2014 trat das neue Kommunalverfassungsgesetz des Landes Sachsen-Anhalt in Kraft. In dessen § 14 (2) wird den Gemeinden die Möglichkeit gegeben, den Ortsteilen, die vor der Eingemeindung Städte waren, diese Bezeichnung zuzuerkennen. Die Stadt Oberharz am Brocken machte von dieser Regelung Gebrauch. Die entsprechende Hauptsatzung trat mit Wirkung vom 26. Juni 2015 in Kraft.

### Ortsname
Laut einer Sage geht der Name der Stadt auf den Biss des lokalen Humors zurück. Einst habe ein Jägersmann auf einem Felsbrocken am Wegesrand verschnaufen wollen. Es habe sich aber sogleich herausgestellt, dass er es sich auf einer schlafenden alten Frau bequem gemacht hatte, die mit ihrer daneben abgelegten Kiepe unterwegs gewesen war. Daher soll jene inkommodiert gemurrt haben: „Benn eck en Stein?!“

### Altersstruktur
Die Altersstruktur (Stand: 31. Dezember 2008) setzt sich wie folgt zusammen: 10,2 % unter 16 Jahren, 1,1 % im Alter 16–18, 7,5 % im Alter von 18 bis 25, 8,6 % im Alter von 25 bis 35,
13,2 % im Alter von 35 bis 45, 27,1 % im Alter von 45 bis 60 und 32,3 % über 60 Jahre. Damit waren 56,4 % der Bevölkerung im Altersbereich 18–60 Jahre.

## Politik

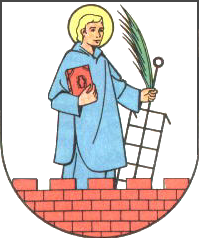
Wappen

### Wappen
Das Wappen wurde am 10. Dezember 1932 durch das Preußische Staatsministerium verliehen und am 25. März 1996 durch das Regierungspräsidium Magdeburg bestätigt.
Blasonierung: „In Silber eine gefugte rote zweizinnige Mauer, aus der der mit blauem Obergewand (Kasel) und silberner mit zwei schwarzen Tatzenkreuzen belegten Stola gekleidete, golden nimbierte heilige Laurentius herauswächst, in der Rechten einen grünen Palmenzweig, in der Linken einen gesenkten schwarzen Rost haltend.“
Das Wappen wurde vom Berliner Heraldiker Carl Busch gestaltet.

### Städtepartnerschaft
Partnergemeinde von Benneckenstein war bis 2010 Salzhemmendorf.

## Infrastruktur und Wirtschaft

### Verkehr
In Benneckenstein kreuzen sich die Landesstraßen 97 (Hohegeiß–Trautenstein) und 98 (Tanne–Rothesütte), die im Westen und Süden Anschluss an die Bundesstraße 4 (Bad Harzburg–Braunlage–Nordhausen) haben.
Die Stadt liegt an der Harzquerbahnstrecke (Wernigerode–Nordhausen) der Harzer Schmalspurbahnen.
Durch Buslinien der Harzer Verkehrsbetriebe und der Verkehrsbetriebe Nordhausen bestehen Verbindungen nach Wernigerode, Blankenburg, Braunlage, Hohegeiß und Nordhausen.

### Schulen und Kindergärten

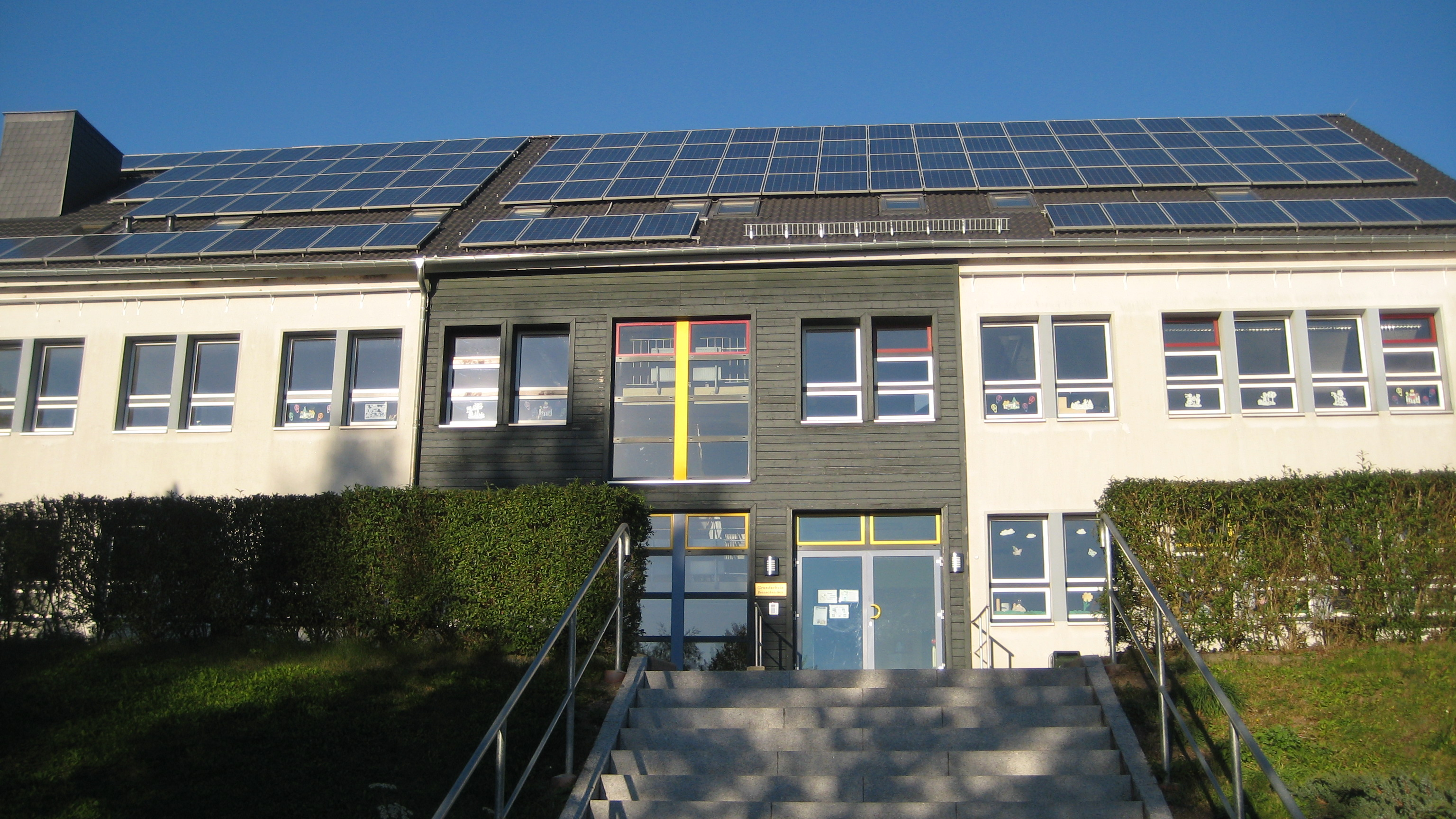
Grundschule Benneckenstein

Die Stadt besitzt eine Grundschule und eine Kindertagesstätte.
Des Weiteren betreibt das Land Sachsen-Anhalt in Benneckenstein ein Aus- und Fortbildungsinstitut der Justiz und ein Schullandheim am Waldschlößchen.

### Industrie, Gewerbe und Handel
Am Ortsrand in Richtung Trautenstein liegt das Gewerbegebiet „An den Lehmkuhlen“. Das Gewerbe ist von mittelständischen Unternehmen geprägt.
Im Ort befinden sich neben zwei Supermärkten, Bäckern, Fleischer und einem kleinen Baumarkt auch Sparkasse und Volksbank. Weitere Einzelhändler sind über den Ort verteilt.

### Medizinische Versorgung
Apotheke, Arzt, Zahnarzt, Physiotherapeuten und Altenpflegeheim sind vorhanden.

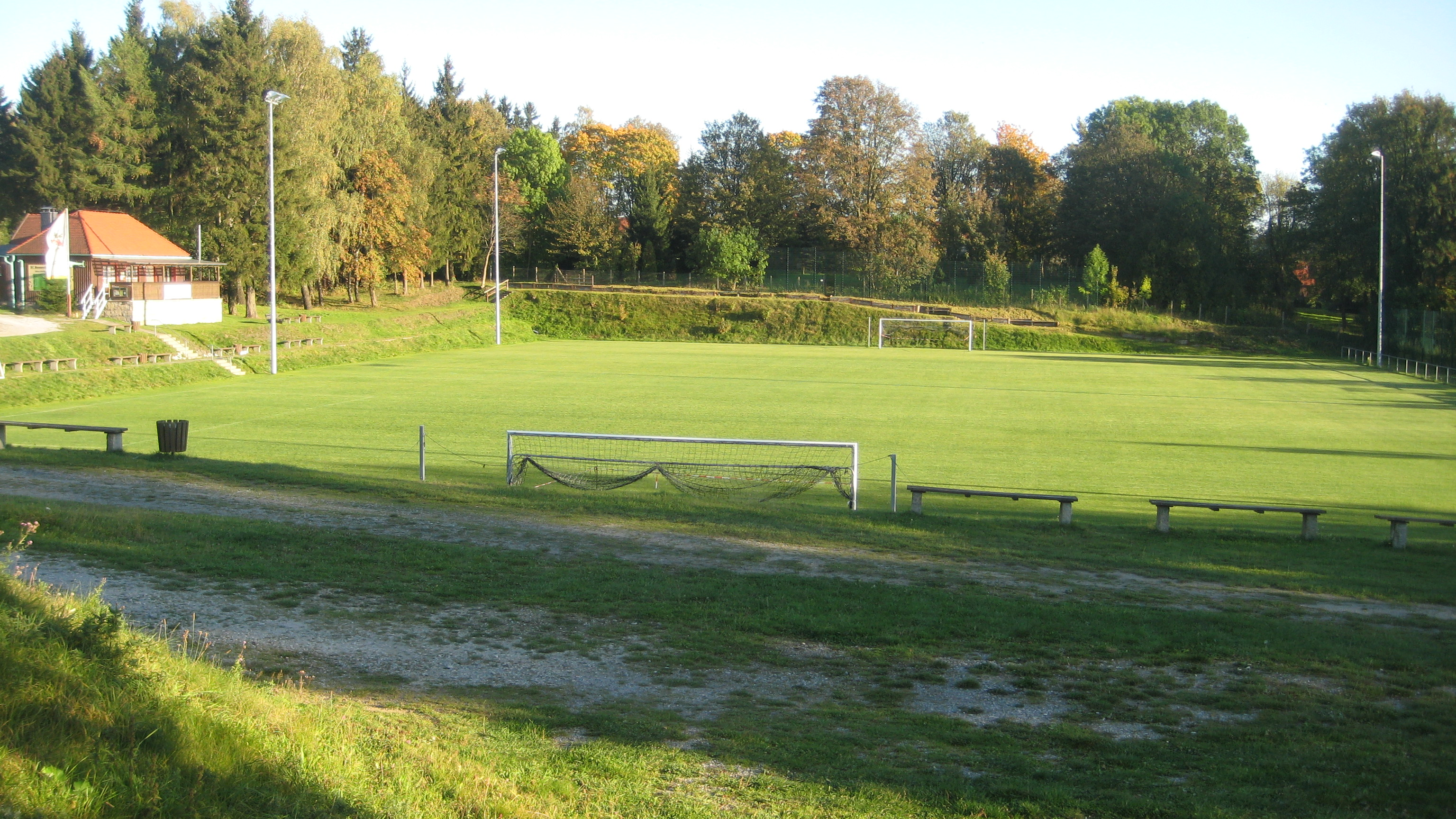
Fußballplatz SC 1923 Benneckenstein e. V.

### Sportstätten
- Fußballplatz
- Turnhalle
- Tennishalle
- Skisprungschanze
- Ski- und Rodellift

## Tourismus
Benneckenstein ist vorrangig bekannt als Erholungs- und Wintersportstadt. Aus diesem Grund ist das touristische Angebot der Harzstadt vielfältig. Dieses reicht von Wandern, Crossgolf und Hundeschlittenfahrten bis hin zu Panzerfahrten. Der Ort bietet neben Restaurants auch Hotels, Pensionen und vor allem Ferienwohnungen. Gerade aufgrund der zentralen Lage ist Benneckenstein als Ausgangsort für Harztouren beliebt. 1952 wurde eine Waldbühne in Benneckenstein erbaut, dort findet seit 2014 ein Festival der Darstellenden Künste statt, das THEATERNATUR Festival. Es wird nun jeden Sommer zeitgenössisches, modernes professionelles Sprech-, Musik- und Tanztheater mit lokalem Bezug in Form von Eigenproduktionen und Gastspielen präsentiert.

## Sehenswürdigkeiten
- Waldbühne Benneckenstein
- St.-Laurentius-Kirche
- Heimatstube im Haus des Gastes
- Boxerstübchen
- Ostdeutsches Fahrzeugmuseum Benneckenstein
- Max-Schmeling-Platz mit Denkmal
- Harzer Schmalspurbahn
- Werckmeister-Denkmal
- Baurat-Wilhelm-Schmidt-Garten (ehem. Kurpark; auch Wilhelm-Schmidt-Park genannt) mit Gondelteich und Wilhelm-Schmidt-Denkmal
- Harzer Bergwiesen

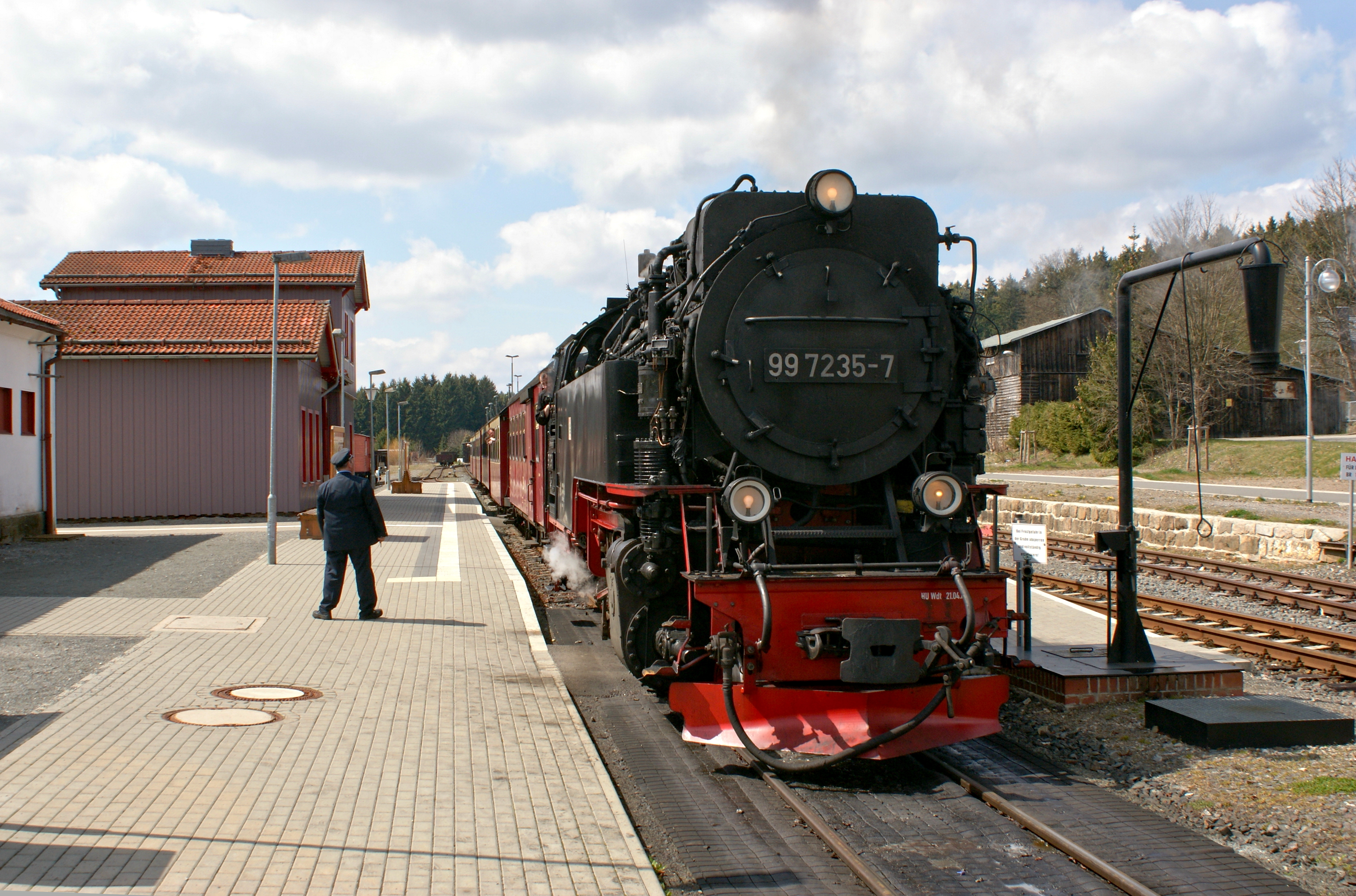
Bahnhof Benneckenstein
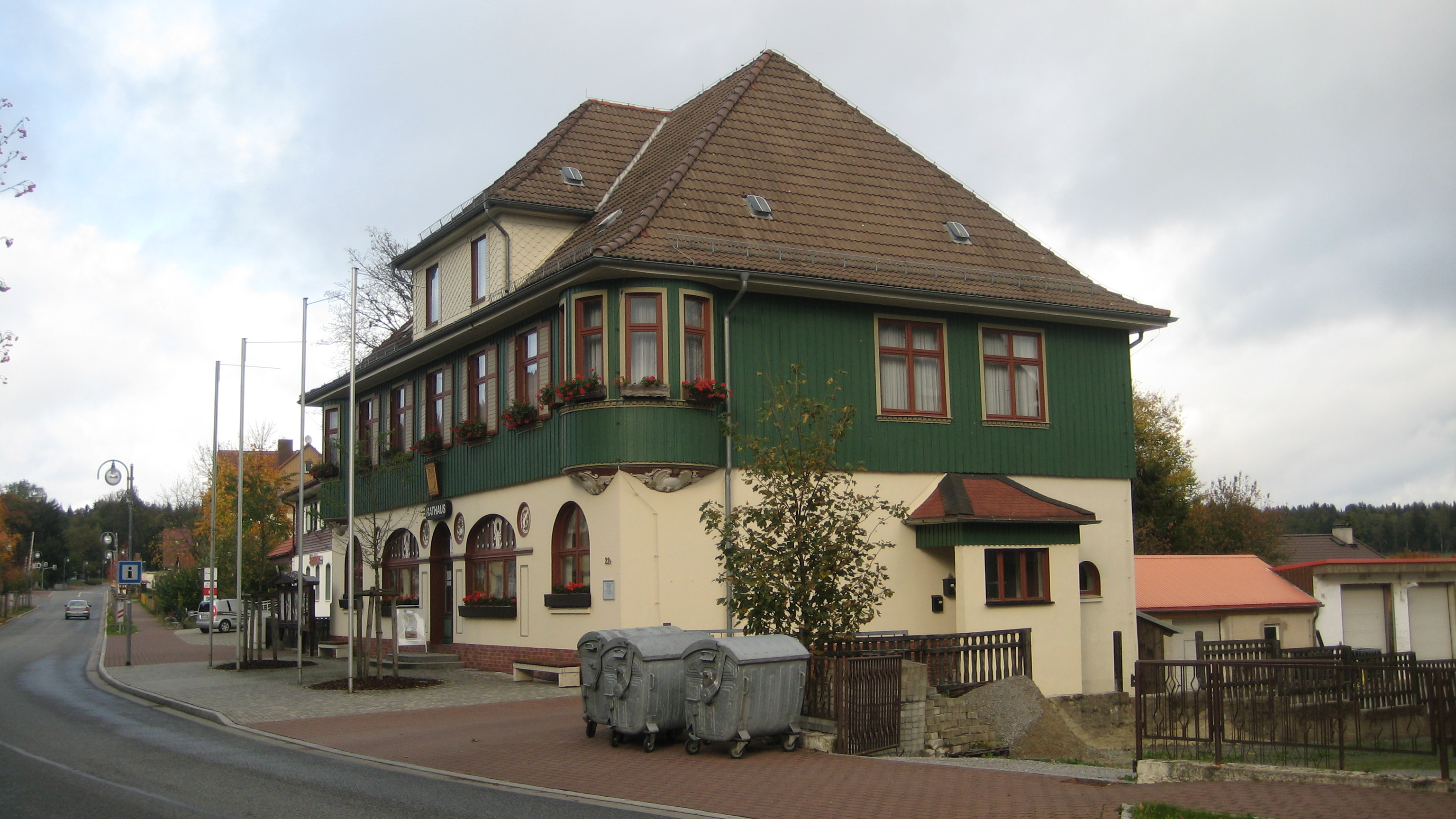
Rathaus Benneckenstein
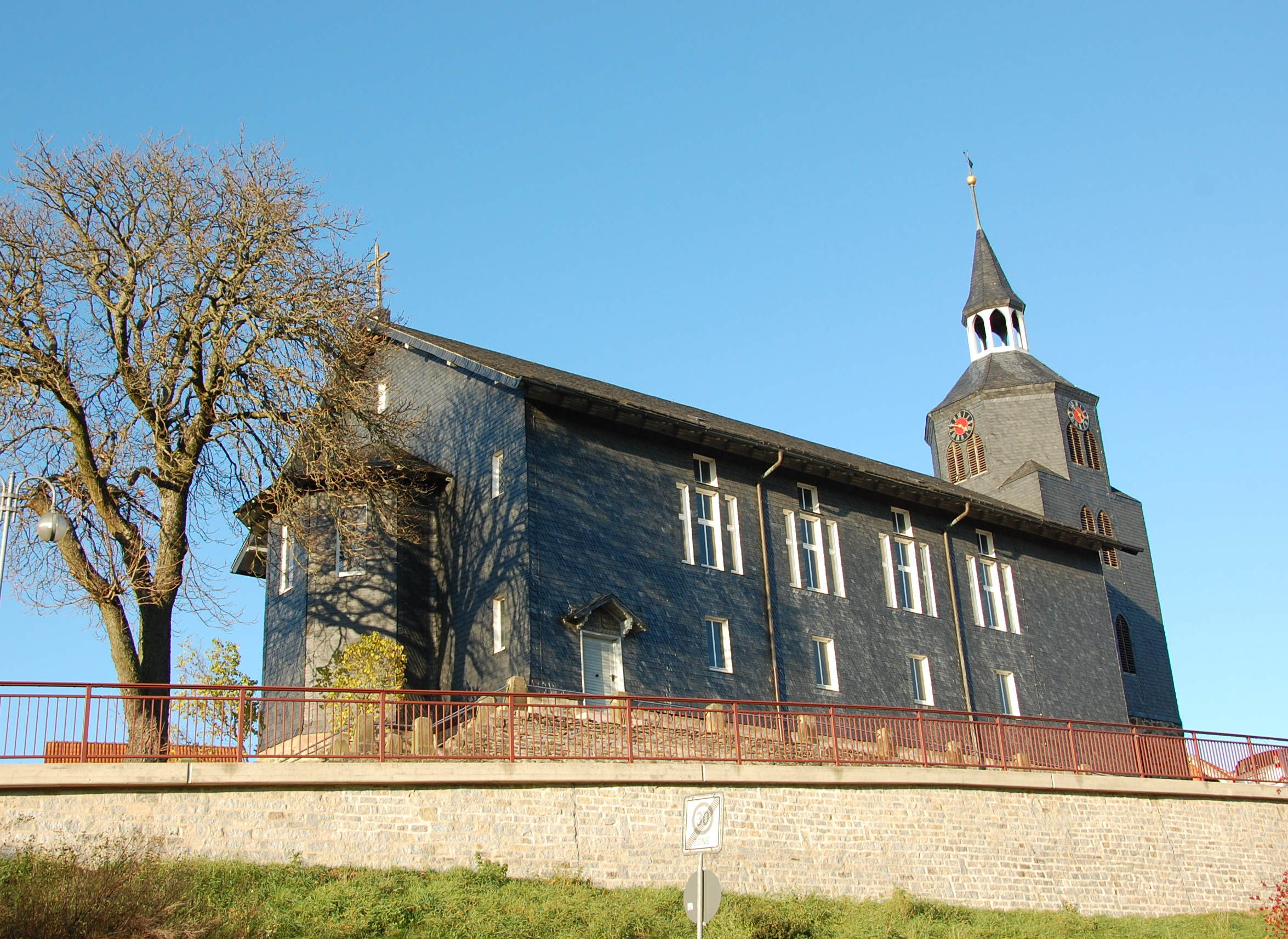
St.-Laurentius-Kirche
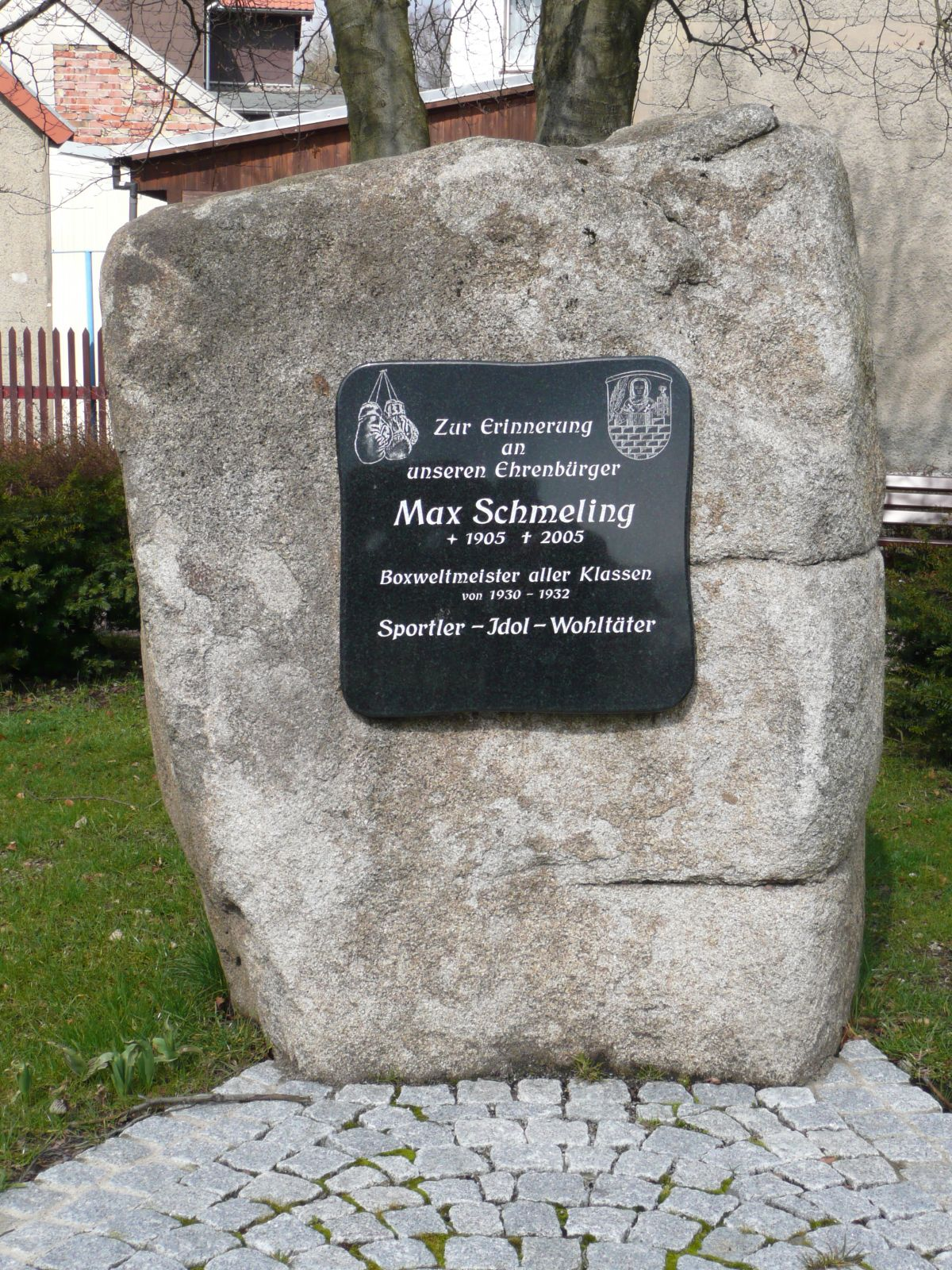
Max-Schmeling-Denkmal
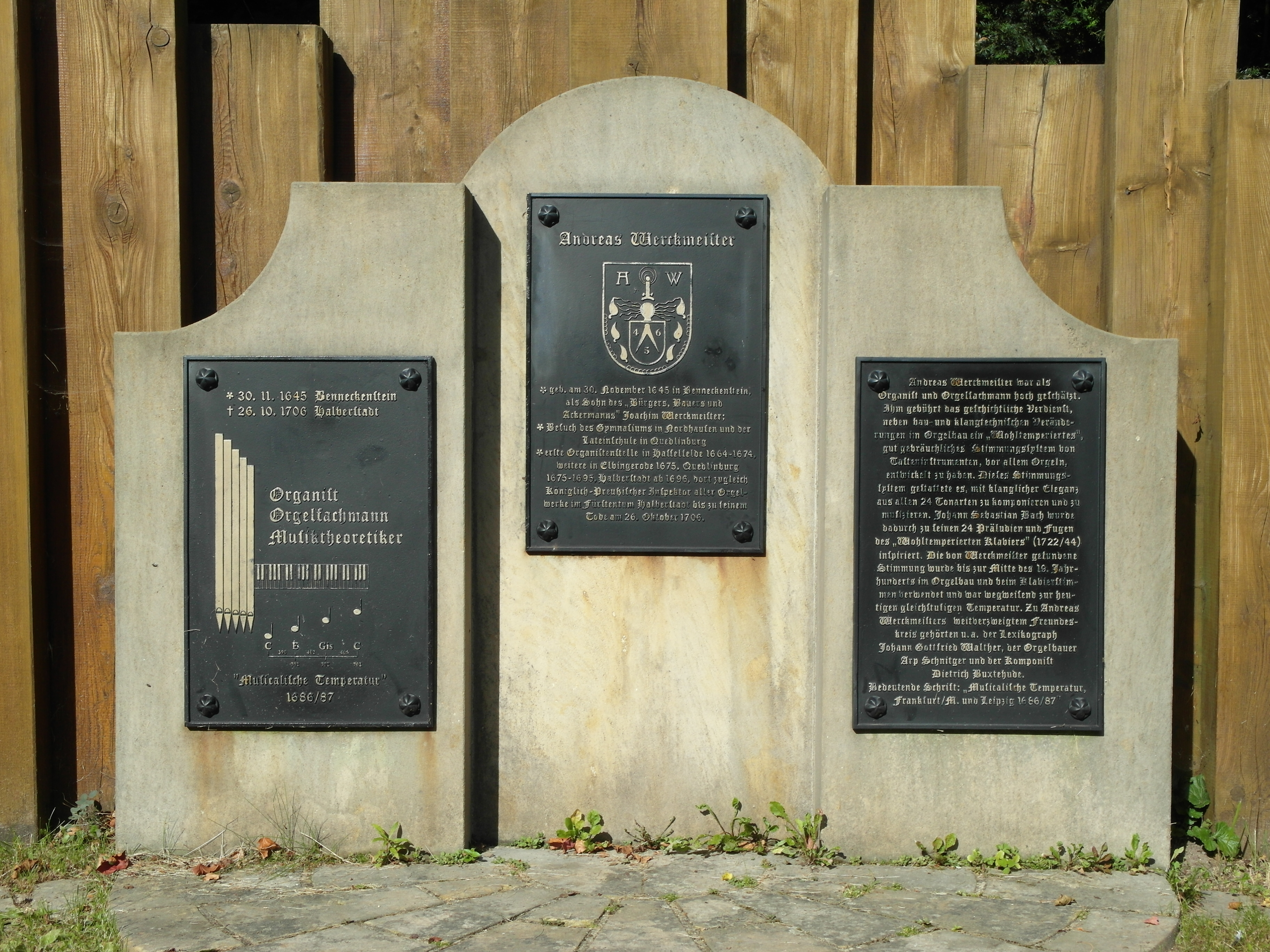
Werckmeister-Denkmal
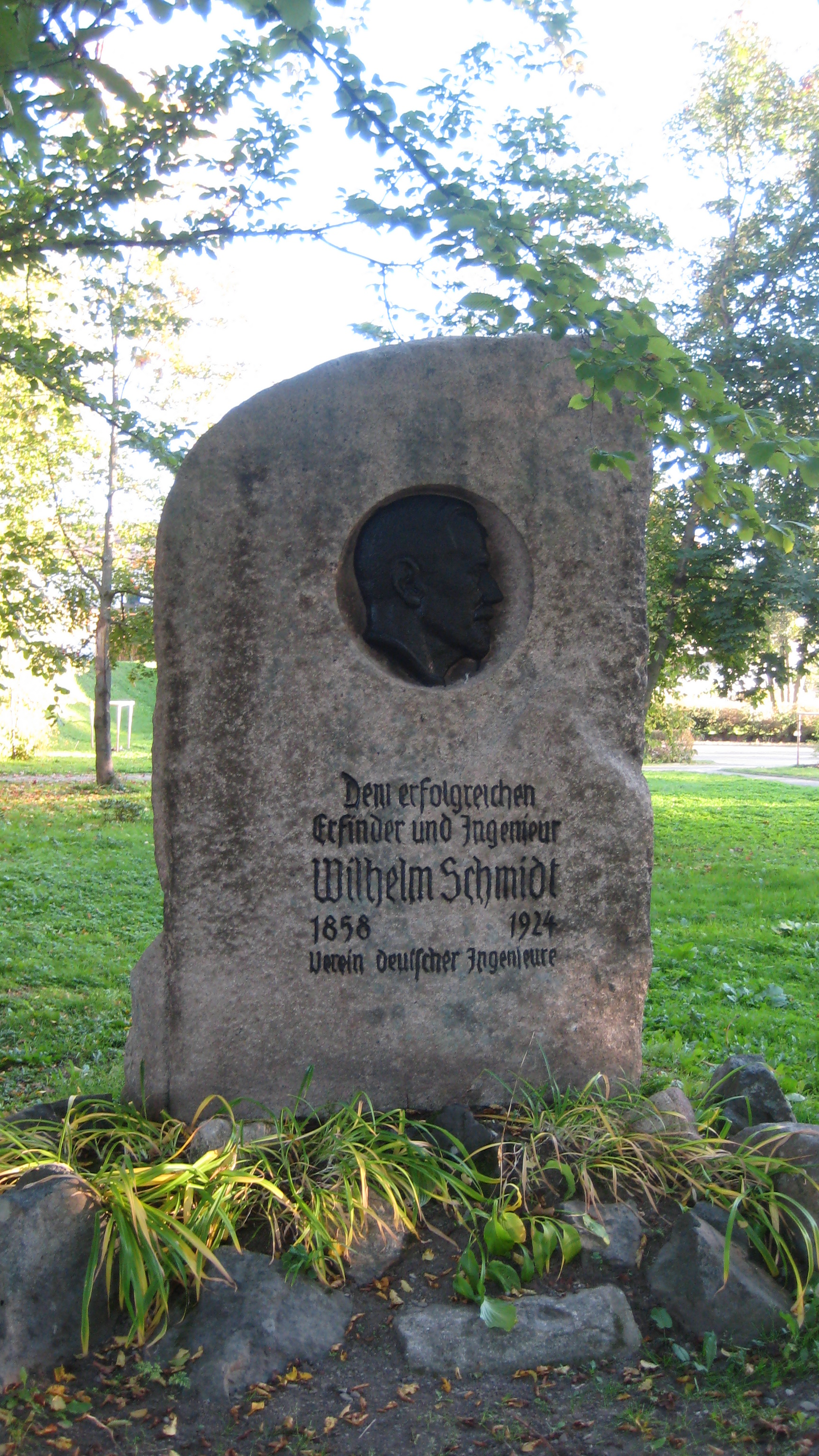
Wilhelm-Schmidt-Denkmal im gleichnamigen Park
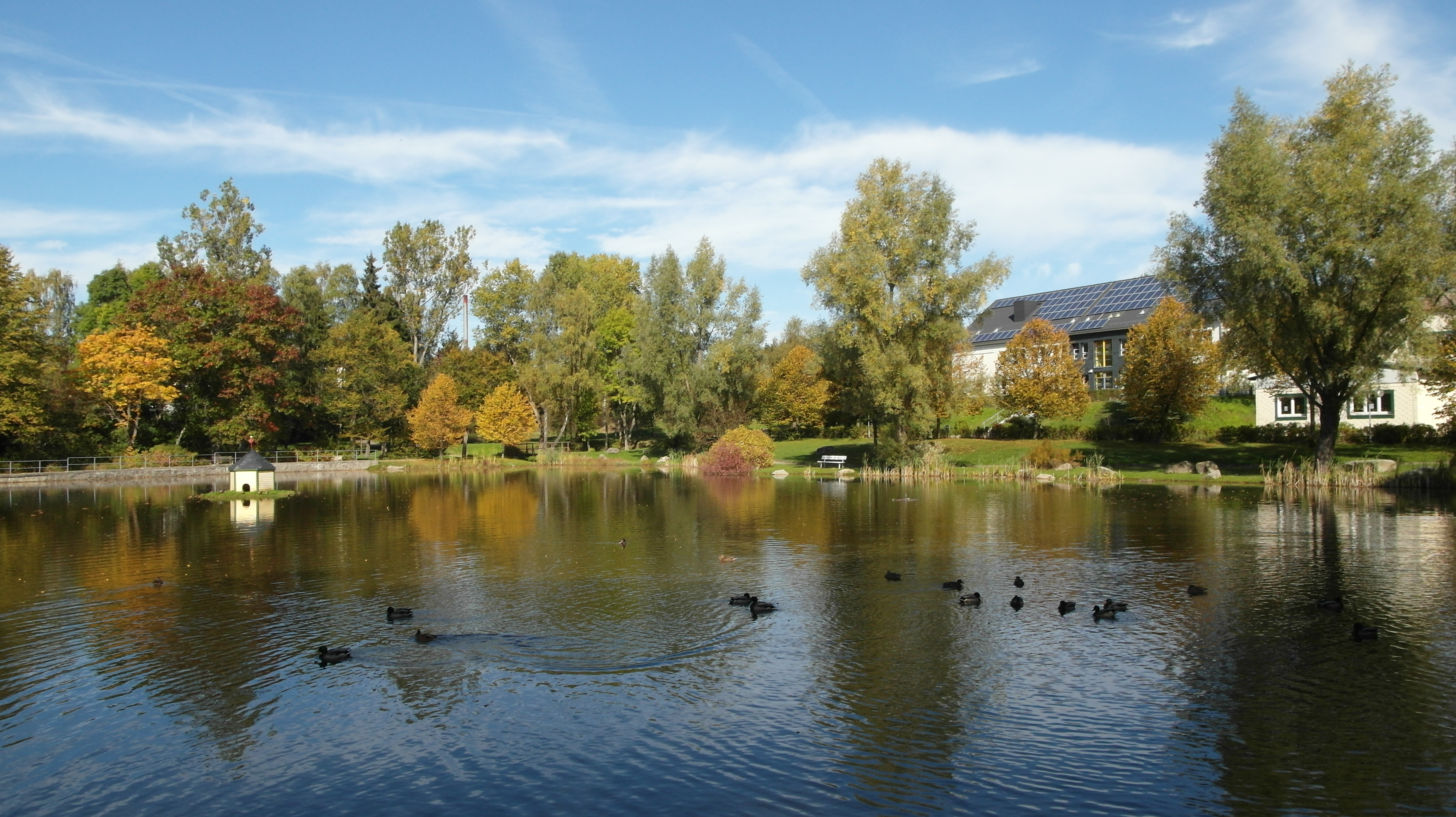
Gondelteich

## Veranstaltungen
- Das traditionelle Finkenmanöver (immaterielles Weltkulturerbe) findet jährlich am Pfingstmontag auf der sogenannten Waldschneise am Waldschlößchen statt.
- Seit Sommer 2015 findet jährlich Anfang August das THEATERNATUR - Festival der darstellenden Künste auf der Waldbühne Benneckenstein statt.[9]
- Die Laurentiade, als Kirchen- und Stadtfest, wird seit 1990 jeweils am 1. Sonntag im September gefeiert. Ausrichter sind die Vereine der Stadt und die Kirchengemeinde.
- Oberharzer Grenzlauf (am 3. Februarwochenende; organisiert vom 1909 gegründeten Wintersportverein Benneckenstein)
- Jährliches großes Oldtimertreffen am ostdeutschen Fahrzeugmuseum in der Wernigeröder Straße

## Persönlichkeiten

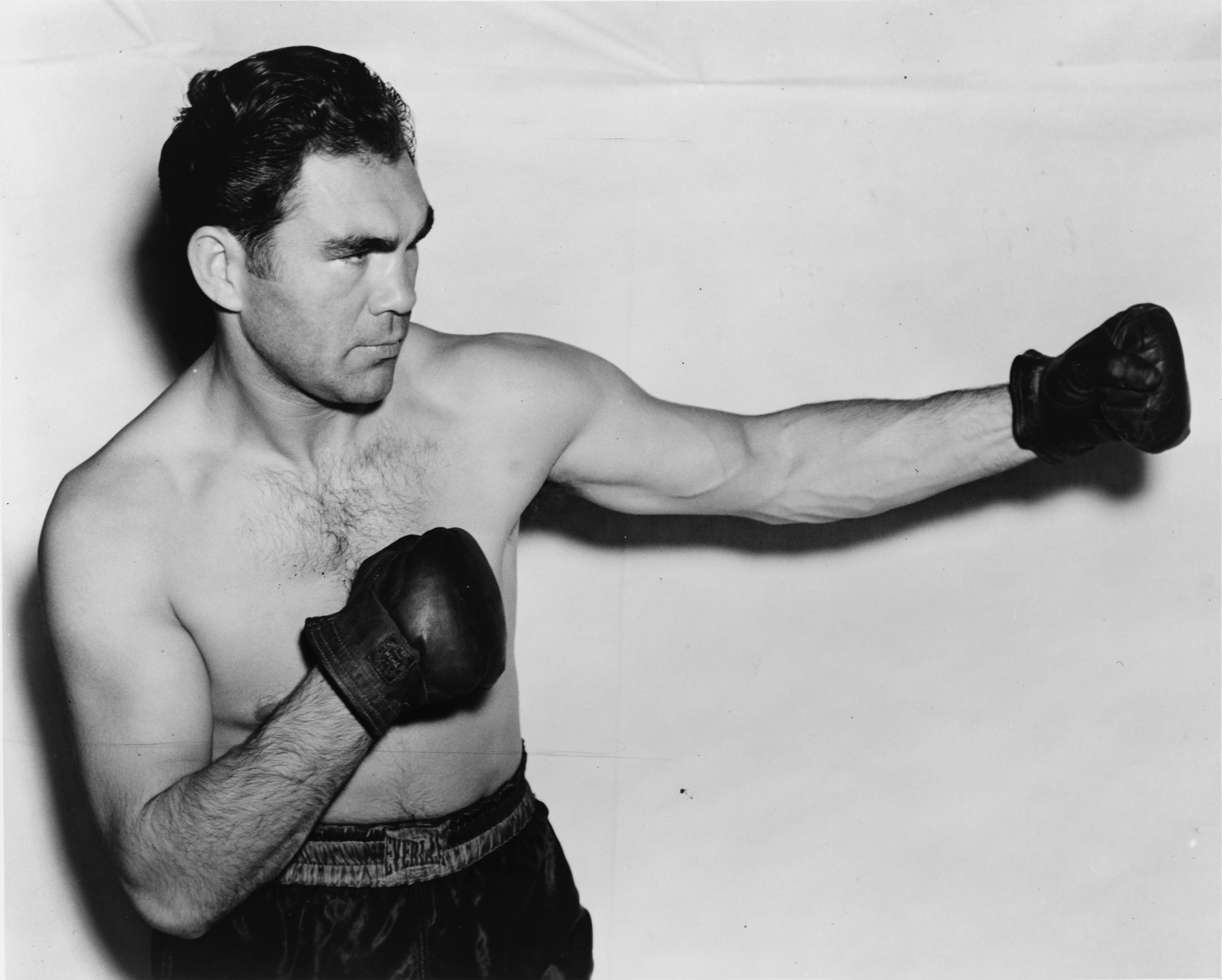
Max Schmeling

### Ehrenbürger

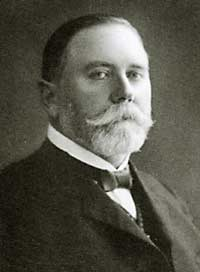
Wilhelm Schmidt

- Wilhelm SchmidtWilhelm Schmidt (1858–1924), Königlicher Baurat, Humanist und Erfinder (ca. 1400 Patente), lebte von 1908 bis 1922 in Benneckenstein. Er brachte die Entwicklung der Heißdampf-Technik für die Dampfmaschine zum Durchbruch und erhielt im Februar 1917 die Ehrenbürgerschaft. Heute erinnert ein Denkmal im nach ihm benannten Park an ihn.
- Richard Adam (* 1862), Bankier, Wohltäter der Stadt, aus der seine Vorfahren stammten
- Dietrich Klagges (1891–1971), braunschweigischer Ministerpräsident, bis 1930 Leiter der NSDAP-Ortsgruppe Benneckenstein
- Max Schmeling (1905–2005). Ab Oktober 1934 befand sich in Benneckenstein das Haupttrainingslager für die deutschen Amateurboxer. Anlässlich deren Erfolge bei den Olympischen Spielen 1936 erhielt Schmeling – nach dem Sieg über Joe Louis an der Spitze seines Ruhmes – am 28. November 1936 die Ehrenbürgerschaft der Stadt Benneckenstein. Aus Anlass des 10. Jahrestages der NSDAP-Ortsgruppe besuchte Schmeling 1938 erneut die Stadt. Über Jahre hinweg bestand zwischen der Harzstadt und dem Boxidol ein freundschaftliches Verhältnis. Nach 1991 wurde es neu belebt, und zu Pfingsten 1993 weilte Max Schmeling noch einmal in Benneckenstein.

### Söhne und Töchter des Ortes
- Andreas Werckmeister (1645–1706), Organist und Musiktheoretiker
- Johann Heinrich Gelbke (1746–1822), Historiker und Verwaltungsbeamter
- Friedrich Kallmeyer (1804–1868), Maler
- Christian Georg Kohlrausch (1851–1934), Turnpädagoge, Wiederentdecker des Diskuswurfs
- Karl Hild (1873–1938), Oberbürgermeister von Hanau, Abgeordneter des Provinziallandtages der Provinz Hessen-Nassau
- Karl Wenschow (1884–1947), Formstecher, Bildhauer und Kartograph
- Wilhelm Mückenheim (1887–1922), Wilderer
- Louis Wille (1898–1982), Studienrat und Volkskundler
- Karl Heinz Droste (1931–2005), Künstler
- Werner Haase (1934–2014), Skilangläufer, Olympiateilnehmer 1960
- Hans-Dieter Riechel (1934–2014), Biathlet, Olympiateilnehmer 1964
- Dieter Bokeloh (1942–2022), Skispringer, Olympiavierter 1964
- Rainer Berger (* 1944), Leichtathlet, Olympiateilnehmer 1964, EM-Teilnehmer 1966
- Jürgen Dommerich (* 1948), Skispringer, DDR-Meister 1969

### Personen mit Bezug zum Ort
- Berthold C. Haferland (1934–2011), Jurist und Heimatpfleger, Leiter der Fachhochschule für Rechtspflege
- Janek Liebetruth (* 1980), Theaterregisseur, wuchs in Benneckenstein auf und belebte die Waldbühne Benneckenstein 2014/2015 mit dem Festival Theaternatur wieder
- Paul Meier-Benneckenstein (1894–1971), Pädagoge, Politikwissenschaftler und Herausgeber bedeutender Schriftenreihen im Nationalsozialismus
- Johann Anton Heinrich Neumcke (1758–1826), Oberamtmann und Bürgermeister
- Adolf Reubke (1805–1875), Orgelbauer, schuf die Orgel in St. Laurentius
- Heiko Runge (1964–1979) bei Sorge während eines Fluchtversuches erschossen
- Wolfgang Vogler (1948–1974), verlor 1974 infolge eines Fluchtversuches sein Leben
- Hans Wölpert (1898–1957), Gewichtheber, stellte 1936 in Vorbereitung der Olympischen Spiele in Benneckenstein einen Weltrekord im Drücken des Federgewichts auf